# Violer bord
El violer bord, o violer, (Matthiola incana (L.) R.Br.) és una planta del gènere Matthiola que creix espontàniament a parets, penyals, barrancs i murs de Girona, Barcelona, Tarragona, Mallorca, Menorca i Eivissa. És cultivada a jardins i subespontània. Floreix de maig al juliol. L'oli que s'extrau de les seves flors s'usa per a fer masatges.
Se sembla al violer marí (Matthiola sinuata), però aquest últim viu a les platges i té les fulles a la base en forma de roseta i són molt dividides.
El violer bord és una planta aromàtica d'entre vint i seixanta centímetres d'alt, coberta per una pilositat que li dona una coloració blanquinosa i que fa les fulles acaramullades a la part de dalt de les tiges. Les seves flors són de color morat, tot i que de vegades poden ser roses o blanques.